# Marta García-Matos
Marta García-Matos (Madrid, 1973) és una física espanyola.
Es va llicenciar en física teòrica a la Universitat Autònoma de Madrid el 1998. Va continuar els seus estudis en filosofia de la ciència i del llenguatge a la Universitat de Hèlsinki, on va iniciar el doctorat en lògica matemàtica. Durant el 2002 va ser visiting scholar a la Universitat de Boston. A Innsbruck (Àustria) va acabar la seva tesi i es va doctorar finalment el 2005. Fins al 2009 va compaginar la seva tasca investigadora amb la docència, impartint classes de matemàtiques a la UPF i a secundària (Aula Escola Europea i Tecnos). En l'actualitat treballa a l'equip de divulgació científica de l'ICFO-Institut de Ciències Fotòniques, a càrrec de projectes que tenen per objectiu aproximar la ciència al públic, a través d'una visió més humanística. Treballa també en diversos guions expositius i audiovisuals i és autora d'un seguit de contes de ciència-ficció sobre física de la llum per a nens i adults.